# Tarsomys
Tarsomys is een geslacht van knaagdieren uit de onderfamilie muizen en ratten van de Oude Wereld (Murinae) dat voorkomt in de bergen van Mindanao in het zuiden van de Filipijnen. De naam is afgeleid van de Griekse woorden ταρσος "plat deel van de voet tussen de tenen en de hiel" en μυς "muis". Die naam kreeg het omdat het aantal "knobbels" op de voet de ontdekker, Edgar Mearns, opviel. Tarsomys is het nauwste verwant aan Limnomys, en verder aan geslachten als Bullimus, Tryphomys, Abditomys en misschien ook Rattus everetti.

## Kenmerken
De soorten van Tarsomys zijn niet erg groot. Ze hebben een korte staart, lange achtervoeten, lange klauwen (het langste aan de voorvoeten) en een korte, stekelige of lange, zachte vacht. De rug is bruingrijs of kastanjekleurig, de buik grijsachtig wit of donkerbruin, de ledematen zijn geelbruin, ongepigmenteerd of donkerbruin, de staart is eenkleurig. Het aantal mammae bedraagt 1+2=6.
De beide soorten, Tarsomys apoensis en Tarsomys echinatus, komen allebei alleen voor op enkele bergen op Mindanao. Ze lijken niet erg op elkaar. Er zijn nog geen dertig exemplaren bekend.

## Soorten
Er worden drie soorten in dit geslacht geplaatst:
- Tarsomys apoensis Mearns, 1905
- Tarsomys echinatus Musser & Heaney, 1992
- Tarsomys orientalis Rickart et al., 2024

Abditomys · 
Abeomelomys · 
Aethomys · 
Anisomys · 
Anonymomys · 
Apodemus · 
Apomys · 
Archboldomys · 
Arvicanthis · 
Baiyankamys · 
Baletemys · 
Bandicota · 
Batomys · 
Berylmys · 
Brassomys · 
Bullimus · 
Bunomys · 
Canariomys · 
Carpomys · 
Chingawaemys · 
Chiromyscus · 
Chiropodomys · 
Chiruromys · 
Chrotomys · 
Coccymys · 
Colomys · 
Congomys · 
Conilurus · 
Coryphomys · 
Crateromys · 
Cremnomys · 
Crossomys · 
Crunomys · 
Dacnomys · 
Dasymys · 
Dephomys · 
Desmomys · 
Diomys · 
Diplothrix · 
Echiothrix · 
Eropeplus · 
Frateromys · 
Golunda · 
Gracilimus · 
Grammomys · 
Hadromys · 
Haeromys · 
Halmaheramys · 
Hapalomys · 
Heimyscus · 
Hybomys · 
Hydromys · 
Hylomyscus · 
Hyomys · 
Hyorhinomys · 
Kadarsanomys · 
Komodomys · 
Lamottemys · 
Leggadina · 
Lemniscomys · 
Lenomys · 
Lenothrix · 
Leopoldamys · 
Leporillus · 
Leptomys · 
Limnomys · 
Lorentzimys · 
Macruromys · 
Madromys ·
Malacomys · 
Mallomys · 
Malpaisomys · 
Mammelomys · 
Margaretamys · 
Mastacomys · 
Mastomys · 
Maxomys · 
Melasmothrix · 
Melomys · 
Mesembriomys ·
Micaelamys · 
Microhydromys · 
Micromys · 
Millardia · 
Mirzamys · 
Montemys · 
Mus · 
Musseromys · 
Mylomys · 
Myomyscus · 
Nesokia · 
Nilopegamys · 
Niviventer · 
Notomys · 
Ochromyscus · 
Oenomys ·
Otomys · 
Palawanomys · 
Papagomys · 
Parahydromys · 
Paraleptomys · 
Paramelomys · 
Parotomys · 
Paucidentomys · 
Paulamys · 
Pelomys · 
Phloeomys · 
Pithecheir · 
Pithecheirops · 
Pogonomelomys · 
Pogonomys · 
Praomys · 
Protochromys · 
Pseudohydromys · 
Pseudomys · 
Rattus · 
Rhabdomys · 
Rhynchomys · 
Saxatilomys ·
Serengetimys ·
Solomys · 
Sommeromys · 
Soricomys · 
Spelaeomys · 
Srilankamys · 
Stenocephalemys · 
Stochomys · 
Sundamys · 
Taeromys · 
Tarsomys · 
Tateomys · 
Thallomys · 
Thamnomys · 
Tokudaia · 
Tonkinomys ·
Tryphomys · 
Typomys · 
Uromys · 
Vandeleuria · 
Vernaya · 
Xenuromys · 
Xeromys · 
Zelotomys · 
Zyzomys